# Donald Sangster
Sir Donald Burns Sangster (26. oktober 1911 – 11. april 1967) var Jamaicas premierminister i 1967.
Han blev premierminister 23. februar, men døde den 11. april.